# Festa das Neves (Presidente Kennedy)
Festa das Neves é uma tradicional festividade religiosa que ocorre no município de Presidente Kennedy, no interior do Espírito Santo, em comemoração a Nossa Senhora das Neves organizada pela Igreja de Nossa Senhora das Neves.

## História
Organizada pela Igreja de Nossa Senhora das Neves, que pertence a Diocese de Cachoeiro de Itapemirim, a Festa da Neves é uma festa centenária que costuma reunir mais de cinquenta mil pessoas por ano. A festa acontece por um período de seis dias, com uma missa campal, passeio com ciclistas e uma queima de fogos durante a procissão com a imagem de Nossa Senhora das Neves. A celebração principal acontece em 5 de agosto, data da festa de Nossa Senhora das Neves, uma das invocações pelas quais a Igreja Católica venera a Santíssima Virgem Maria.
No ano de 2020, devido à pandemia de COVID-19 no Brasil, a festa foi realizada de maneira virtual com transmissão das missas realizadas pelo YouTube.
No ano de 2021, a festa aconteceu com protocolos sanitários da COVID-19, visando minimizar o impacto da transmissibilidade do vírus.